# Grottesången

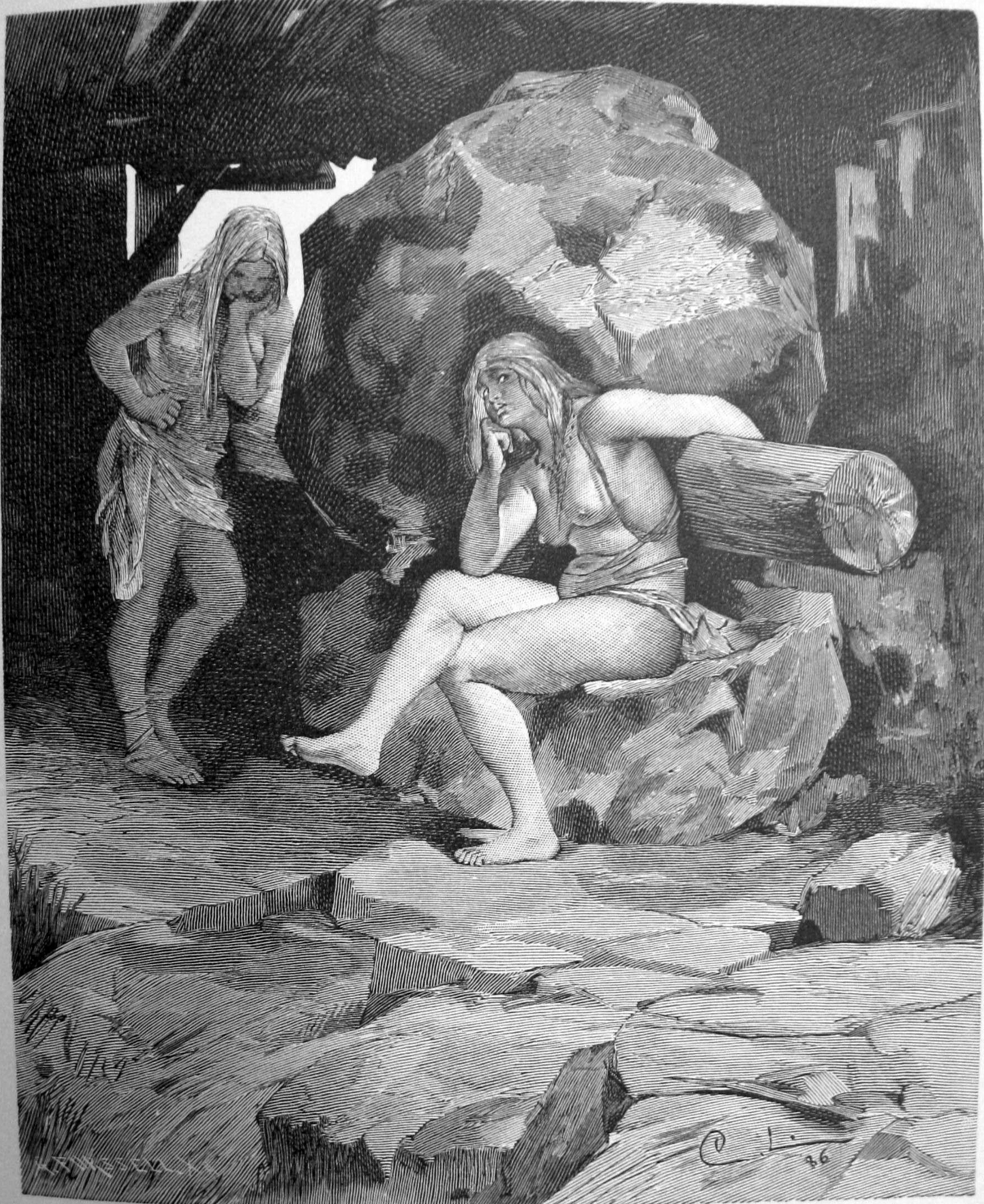
Fenja och Menja vid Grottekvarnen.

Grottesången, fornvästnordiska Gróttasöngr, är en fornnordisk dikt som brukar ingå i den poetiska Eddan. Den finns dock inte i huvudhandskriften Codex Regius utan är bevarad i en avskrift av Snorres Edda. Den är översatt till svenska av bland annat Erik Brate, Åke Ohlmarks och Björn Collinder.
Dikten är utformad som en arbetssång som jättinnorna Fenja och Menja sjunger när de drar runt Grottekvarnen som ägs av kung Frode. Kvarnen Grotte är magisk och producerar vad som än önskas. Först mal de guld och välstånd till landet. Men då Frode är girig och inte låter dem vila börjar de mala ofärd och krig istället. De mal så att en sjökonung, Mysing, kommer med sin här till Frodes gård. Mysing dödar Frode och tar Grotte med sig. Han låter sedan jättinnorna mala fram så mycket salt att skeppet sjunker.
Dikten inspirerade Viktor Rydberg att skriva dikten Den nya grottesången, som är en protest mot arbetsförhållandena i 1800-talets industrier.